# Clavister
Clavister, med huvudkontor i Örnsköldsvik, utvecklar, producerar och säljer cybersäkerhetslösningar baserade på egenutvecklad, innovativ mjukvara med kraftfull prestanda och god skalbarhet. Genom ett växande ekosystem av partners och återförsäljare har Clavister levererat hundratusentals produkter till ledande organisationer inom offentlig sektor, försvarsindustri, telekom-operatörer, energibolag samt små- och medelstora företag.
Bolaget har ett kommersiellt fokus på ett fåtal utvalda europeiska marknader, däribland Norden, Tyskland, Österrike och Schweiz, men når även ut med sina produkter globalt genom att licensiera teknologi, s.k. OEM (Original Equipment Manufacturing) till internationella aktörer samt genom försäljning via internationella distributörer och återförsäljare.
Clavister har per 30 september 2023 cirka 120 anställda, varav majoriteten finns vid Clavisters huvudkontor i Örnsköldsvik, där över 20 nationaliteter finns representerade.